# Calera (Alabama)
Calera – miasto w Stanach Zjednoczonych, w stanie Alabama, w hrabstwie Chilton. W roku 2023 miasto zamieszkiwało 18 189 osób, a gęstość zaludnienia wynosiła 288,3 osoby/km².